# Horisme mortuata
Horisme mortuata là một loài bướm đêm trong họ Geometridae.